# Erpse Watermolen
De Erpse Watermolen is een voormalige watermolen in de tot de Noord-Brabantse gemeente Meierijstad behorende plaats Erp.
Al omstreeks 1400 was er sprake van een watermolen op deze plaats.
Het betrof een dubbelmolen met een molenhuis aan beide zijden van de aftakking van de Aa, de Molenstreng met molenvijver, stuw en molenwiel. Deze onderslagmolen fungeerde dan ook als korenmolen en als oliemolen. Naast deze molen stond ook een windmolen om te kunnen malen bij gebrek aan water.
Door het opstuwen van het water veroorzaakte de molen veel bovenstroomse wateroverlast. In 1896 werden de molens openbaar verkocht en ze werden gekocht door de gemeente Beek en Donk die ze in 1898 liet slopen, waardoor de wateroverlast werd opgeheven. De molenstreng werd met puin gedempt.
Nabij de voormalige watermolen bevindt zich het meer dan 120 jaar oude (2023) mengvoederbedrijf maalderij Fransen. Verder herinnert de naam Watermolenstraat aan de voormalige molen.